# Geosinclinal
Geosinclinal és un terme que històricament s'ha utilitzat per expressar un concepte que intentava explicar el moviment vertical de l'escorça terrestre i altres observacions geològiques. Aquest concepte ha quedat superat quan s'ha acceptat la teoria de la tectònica de plaques.
El terme geosinclinal va ser introduït per James Dwight Dana el 1873.
El "geosinclinal" representa doncs, una teoria obsoleta però es fa servir encara però interpretada de manera diferent que en l'original.
Un geosinclinal és una fossa tectònica en forma de sinclinal llarg i profund, que transcorre paral·lel al marge de subducció i a la serralada o arc volcànic associat a aquest marge. Al geosinclinal també se li diu fossa submarina, ja que forma una fossa més profunda que la fondària mitjana de l'oceà. Per aquesta raó els sediments continentals s'hi acumulen, encara que aquests no arriben mai a colmatar-la, doncs la seva forma es deu a la mateixa subducció, i no al pes dels sediments acumulats com es creia anteriorment.